# ديفيد ماكرينولدز
ديفيد إرنست ماكرينولدز (بالانجليزية: David Ernest McReynolds) (25 أكتوبر عام 1929 - 17 أغسطس عام 2018) سياسي وناشط اجتماعي أمريكي، اشتُهر بكونه ناشطًا ديمقراطيًا اشتراكيًا وناشطًا سلميًا بارزًا. وصف نفسه بأنه «بيروقراطي مناصر لحركة السلام» خلال مسيرته التي استمرت 40 عامًا مع رابطة مقاومي الحرب. كان مقيمًا في مدينة نيويورك. ترشح ماكرينولدز مرتين لمنصب رئيس الولايات المتحدة من خلال ترشيحه على رأس بطاقة الحزب الاشتراكي الأمريكي في عامي 1980 و 2000. يُعدّ ماكرنولدز أول مرشح رئاسي يبادر بالإفصاح عن ميوله المثلية في أمريكا.

## رابطة مقاومي الحرب
عُرف ماكرينولدز بكونه مناصرًا قويًا للحركة المناهضة للحرب ومناهضًا للتجنيد الإجباري، إذ انضم في عام 1960 إلى أعضاء رابطة مقاومي الحرب (دبليو آر إل) واستمر معهم حتى تقاعده في عام 1999. في عام 1965، ألقى محاضرة عن «اليسار القديم والجديد» في جامعة نيويورك الحرة التي كانت قد تأسست حديثًا. عَمِل كمحرر لصحيفة الرابطة نصف الشهرية التي تدعى ليبريشن. في نوفمبر عام 1965، أقنع كيسي هايدن بالسماح له بنشر مقال بعنوان «الجنس والطبقة الاجتماعية» لتقوم بتوزيعها بين النساء اللاتي راودتهن الشكوك في دورهن ووضعهن داخل لجنة التنسيق الطلابية اللاعنفية. اعتُبر نشر المقال منذ ذلك الحين جسرًا رئيسيًا يربط الحقوق المدنية بقضية تحرير المرأة.
في نفس الشهر في نوفمبر عام 1965، كان ماكرينولدز واحدًا من خمسة رجال ممن قاموا علنًا بإحراق بطاقات التجنيد الخاصة بهم أثناء مظاهرة معارضة لتدخل الولايات المتحدة في حرب فيتنام في يونيون سكوير في نيويورك. كانت هذه واحدة من أولى عمليات حرق بطاقات التجنيد العامة بعد تغيير القانون الأمريكي في 30 أغسطس عام 1965، لجعل مثل هذه الأفعال بحكم الجناية التي يُعاقَب عليها بالسجن لمدة تصل إلى خمس سنوات. كان صديقًا مقربًا لبايرد رستن إلى جانب نشطاء سلام بارزين آخرين، بالإضافة إلى شخصيات أدبية مثل كوينتين كريسب.
في عام 1968، وقّع على تعهد «احتجاج الكتاب والمحررين على ضريبة الحرب» وذلك برفض مدفوعات الضرائب احتجاجًا على حرب فيتنام، ثم أصبح لاحقًا راعيًا لمشروع مقاومة ضرائب الحرب الذي دعى إلى مقاومة الضرائب كشكل من أشكال الاحتجاج المناهض للحرب. عُرف ماكرينولدز بنشاطه على الصعيد الدولي بشكل خاص، سواء في منظمة مقاومي الحرب الدولية، التي كان رئيسًا لها لفترة ما بين 1986-88، أو في الاتحاد الدولي لنزع السلاح والسلام الذي اندمج في النهاية ضمن المكتب الدولي للسلام.

## حملة مجلس الشيوخ 2004
في 10 يوليو من عام 2004، أعلن ماكرينولدز ترشحه على بطاقة حزب الخضر الأمريكي عن أحد مقاعد ولاية نيويورك في مجلس الشيوخ إذ شنّ حملةً تدعو لمناهضة الحرب ضد الديمقراطي الحالي تشاك شومر، حيث حصل على 36,942 صوتًا بنسبة 0.5% من المجموع الكلي.